# Wendy Froud
Wendy Froud (de soltera, Midener; nacida en 1954) es una artista de muñecas, escultora, marionetista y escritora estadounidense. Es conocida por su trabajo fabricando a Yoda para la película de 1980 Star Wars: Episodio V - El Imperio contraataca, por lo que se la conoce como "la madre de Yoda", y criaturas para las películas de Jim Henson The Dark Crystal y Laberinto.

## Primeros años
Froud nació en Detroit, Michigan, en 1954, hija de la pintora y artista del collage tridimensional Margaret "Peggy" (de soltera, Mackenzie; 1925–2016) y del escultor y artista Walter Midener (1912–1998). Su padre era un expatriado alemán mientras que su madre era de Detroit.
Froud comenzó a hacer sus propias muñecas a la edad de cinco años basándose en sus historias favoritas, incluidos "muchos faunos, sátiros, centauros y cosas con alas" de la mitología griega y los cuentos de hadas.
Estudió Arte y Música en el Interlochen Center for the Arts antes de asistir a la Facultad de Arte y Diseño del Centro de Estudios Creativos, donde, centrada en el diseño de telas y la cerámica, se graduó con un BFA en Bellas Artes en 1976.

## Carrera profesional
Después de graduarse, Froud se mudó a Nueva York, donde el director de arte de The Muppets, Michael Frith, asistió a una exhibición de sus muñecas en una galería y compró varias como regalo de Navidad para Jim Henson en 1978. Impresionado por el trabajo de Froud, Henson la reclutó para construir títeres para su película The Dark Crystal. Froud diseñó y esculpió a los dos protagonistas principales de la película, los gelflings Jen y Kira.   Luego pasó a trabajar en una serie de otros proyectos de Henson, incluidos The Muppet Show, The Muppet Movie y Labyrinth.
Mientras trabajaba en estrecha colaboración con Jim Henson y Frank Oz en varios proyectos en Henson Studios, la pareja le pidió a Froud que se uniera al equipo responsable de desarrollar y construir el personaje de Yoda para la película de Star Wars de 1980 Star Wars: Episodio V - El Imperio contraataca. Su contribución incluyó esculpir el títere prototipo de Yoda. Nick Maley, que trabajó en el diseño de Yoda con Froud bajo la dirección de Stuart Freeborn, recordó que "la contribución de Wendy en la creación del personaje fue superada solo por Stuart, que supervisaba TODAS las criaturas. Ella sola formó el cuerpo con una hoja de espuma de 1 pulgada. Construyó la armadura de la marioneta con un taco de madera que dio estructura a los brazos y piernas de Yoda. Si no recuerdo mal, modeló las manos y los pies de Yoda y fabricó sin ayuda el "Yoda suplente", hecho completamente de espuma cortada, que se utilizó para alinear las tomas durante la configuración de la cámara. Recuerdo que también pasó algún tiempo trabajando en el modelo de arcilla de la cabeza de Yoda". Froud más tarde será referida como "la madre de Yoda". También ayudó al titiritero que movía a la marioneta de Yoda, controlando las largas orejas puntiagudas del títere.
Wendy Froud trabajó en el documental animado Mythic Journeys de 2009, esculpiendo y fabricando títeres basados en diseños de su esposo Brian Froud.
Froud se desempeñó como diseñadora de conceptos, personajes y vestuario para la serie de Netflix de 2019 The Dark Crystal: Age of Resistance .

### Libros
La obra de arte de Froud aparece en tres libros para niños, junto con historias de la autora de fantasía Terri Windling: A Midsummer Night's Faery Tale (1999), The Winter Child (2001) y The Faeries of Spring Cottage (2003). Su primer libro de arte en solitario, The Art of Wendy Froud, fue publicado en 2006 por Imaginosis.
Froud es también escritora de ficción corta y poesía cuyo trabajo ha sido publicado en dos antologías: Sirens and Other Daemon Lovers (1998) y Troll's-Eye View (2009). Colaboró como escritora con su esposo Brian Froud como ilustrador en dos libros, The Heart of Faerie (2010) y Trolls (2012), ambos publicados por Abrams Books.

## Premios y nominaciones
En 2001, Froud, junto con su esposo, recibió el premio Inkpot de la Comic-Con International. Ha sido nominada dos veces al Premio Chesley al Mejor Arte Tridimensional: en 2001 por su obra "Goth Faery", y en 2002 por "Narnia's Friend". Ha ganado el cuarto lugar en los Premios Locus al mejor libro de arte con su esposo dos veces: por Trolls en 2013, y por Faeries' Tales of Brian Froud en 2015.
Froud recibió un premio Lifetime Achievement Award en el Festival de Cine de Portland en 2015. Fue finalista del Premio Mundial de Fantasía 2020 a la Mejor Artista .

## Vida personal

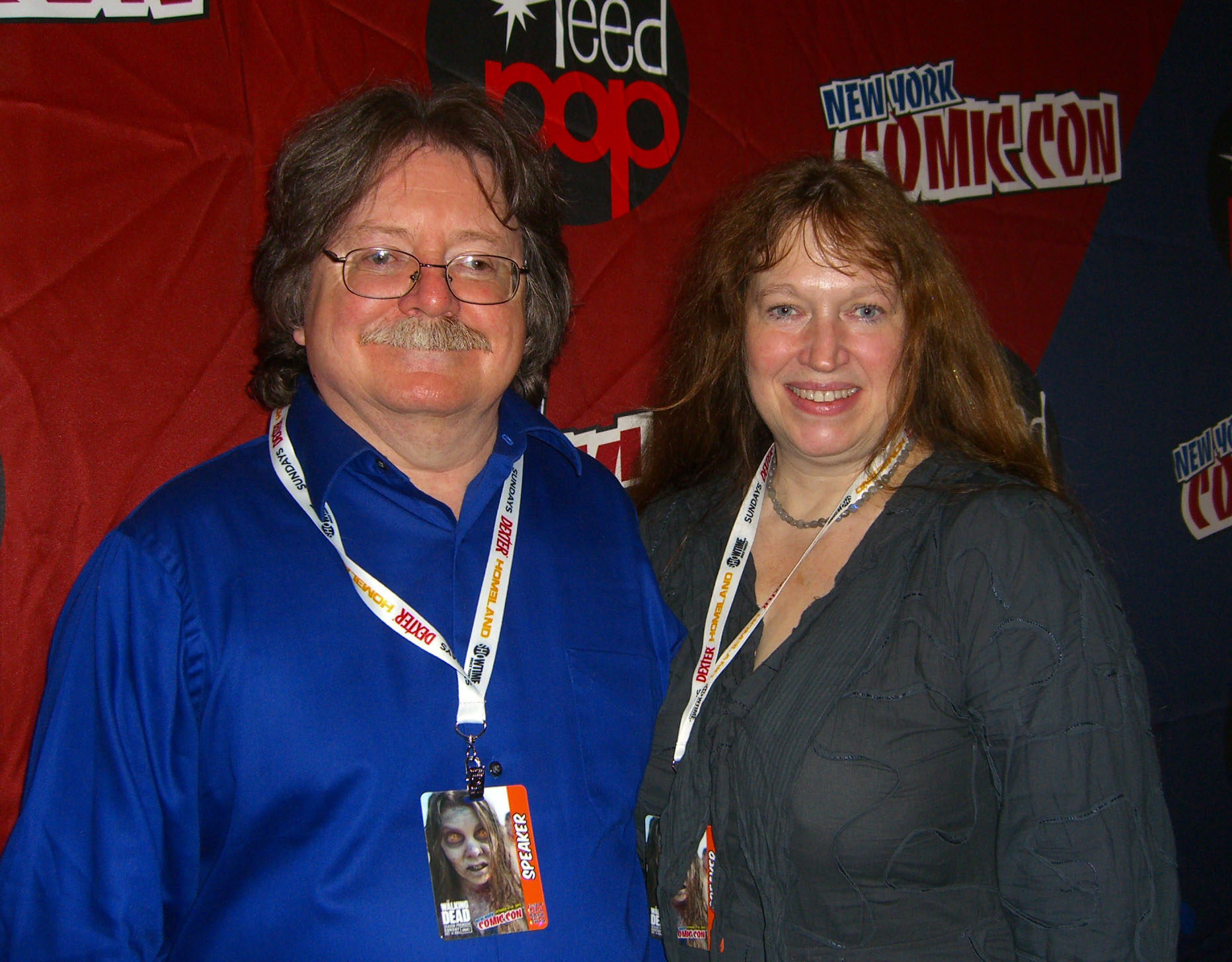
Froud con su marido, Brian Froud, en la Comic Con de Nueva York 2012.

Froud vive y trabaja en Devon con su esposo Brian Froud, a quien conoció en 1978 mientras trabajaba en The Dark Crystal, para el cual Brian era el diseñador conceptual. Se casaron en 1980 en Chagford. Su hijo único Toby es artista visual, artista de performance y cineasta. Protagonizó Labyrinth a la edad de un año, interpretando al hermano pequeño de Sarah, "Toby". De su hijo, Froud tiene un nieto, Sebastian.

## Filmografía

### Cine
- The Muppet Movie (1979) - diseñadora de los Muppets.
- Star Wars: Episodio V - El Imperio contraataca (1980) - fabricante ("Yoda").
- The Dark Crystal (1982) - supervisora de fabricación y diseño de criaturas ("la pareja de gelflings").
- Labyrinth (1986) - artista del taller de criaturas ("Señora chatarrera", "Goblins", "Hada liquen" y "Pájaros").
- Mythic Journeys (2009) - diseñadora y fabricante de personajes.
- Lecciones aprendidas (2014) – editora de guiones/historias.

### Televisión
- The Muppet Show (1976-1982): diseñadora de muppets para 5 episodios entre 1978-1979
- The Dark Crystal: Age of Resistance (2019): diseñadora de personajes/concepto[34] y asistente de diseñador de vestuario